# くり万太郎
くり 万太郎（くり まんたろう、1950年〈昭和25年〉3月6日 - ）は、フリーアナウンサー、ラジオディレクター、ラジオパーソナリティ。本名は高橋 良一（たかはし りょういち）。

## 来歴
神奈川県川崎市出身。神奈川県立多摩高等学校、早稲田大学第一文学部卒業した。
小学生時代から、声の良さで一際目立つ存在だった。中学生時代はブラスバンド部と卓球部を経て放送部で、高校生時代は放送部でそれぞれ活動し、高校生のNHK放送コンクール神奈川県大会で入賞した。早稲田大学からジャーナリズム分野へ多数が輩出されていることを知り、早稲田大学へ進学してアナウンス研究会に所属し、同会の1年後輩に吉田照美がいる。
1973年にアナウンサーの就職試験で、文化放送は最終の3人に、北海道放送は重役面接に、それぞれ残るも本採用に至らず、1年間の就職浪人を決意してスポーツニッポン新聞社でアルバイトとして勤めた。1974年は、静岡放送などのアナウンサー試験で1年後輩の吉田照美と同席することも多く、文化放送は前年に続いて最終試験に至り、ニッポン放送にアナウンサーとして那須恵理子とともに入社する。
1975年から1978年にかけて『オールナイトニッポン』でパーソナリティを担当した。本名でオールナイトニッポン火曜2部パーソナリティを務めた時は、本名を英語に直した名前「ハイブリッジ・グッドマン」を名乗った。
マイクネームの由来は栗饅頭に似ていることから、ドン上野が命名した。
1977年5月9日14時から5月12日午前2時まで、ヒゲ武こと高嶋秀武と『ヒゲ武・くり万60時間マラソンDJ』を放送し、1971年の糸居五郎『50時間マラソンジョッキー』を更に10時間上回った。
「しっかりと読む仕事も続けたい」という本人の希望もあり、「くり万太郎」としてバラエティ番組で活動していた間も「高橋良一」として日曜のニュース読み当番を継続していた。後輩の上柳昌彦はその姿勢に学ぶことが多かったという。このこともあり、ワイド番組の代行では「くり万太郎」名義ではあるが、ニュースでは「高橋良一」を名乗り、番組中に速報を担当する際は「高橋アナウンサー」と呼称される。
1990年の夏に管理部へ異動し、1990年代後半に制作部へ異動してディレクター・プロデューサーとして数々の番組に携わり、2001年4月から2003年9月までBSデジタルラジオ放送LFX488の番組『ブロードバンド!ニッポン』でパーソナリティを担当した。
『あっぱれ!日本一』（テレビ東京系）にゲスト出演者の関係者として本名で出演したことがある。
2009年3月30日にアナウンサールームへ復帰し、『くり万太郎のオールナイトニッポンR』でパーソナリティを担当した。2010年に定年を迎え、その後も嘱託として在籍、2015年12月31日にニッポン放送を退社したが、以降もアナウンサーを務めている。
31歳の時にニッポン放送のアナウンサーだった馬場直子と結婚した。

## 担当番組

### 現在
- くり万太郎のショウアップナイタースペシャル（2012年 - 、プロ野球中継が雨天中止の場合に放送。地方向け裏送りとして制作される場合あり）
- テレフォン人生相談 - 番組編集を担当しているのみ（番組内には出演しない）[9]。
- 笑福亭鶴瓶 日曜日のそれ - 番組ディレクターとして担当。2013年2月24日の同時間帯に放送された「オールナイトニッポン45時間スペシャル『笑福亭鶴瓶のオールナイトニッポン』」のディレクターも担当。アシスタントとして番組に出演することもある。
- ニッポン放送ニュース[10]

### 制作部時代に担当
- ニッポン全国ヨッ!お疲れさん!
- くり万太郎のブロードバンド!ニッポン

### アナウンサーとして担当
- タモリの週刊ダイナマイク
- 大入りダイヤルまだ宵の口[1]
- ニッポン放送ポップスベストテン
- 日立ミュージック・イン・ハイフォニック（一時期、本名の高橋良一名義で担当していたことがある）
- くり万太郎のオールナイトニッポン[1]
- ランナウェイ!サウンドレポート → くり万・奈保子のランナウェイ!サウンドレポート
- くり万・芳恵の学校ぐるみ放課後ベストテン
- 銀座音楽祭（1984年・1989年。後者は三宅裕司と共に司会）
- MINA MAMAのハッピー!子育てレッスン (2010年)
- 三宅裕司のサンデーヒットパラダイス（2011年8月7日 - 9月4日、パーソナリティの三宅裕司がヘルニア手術等で療養のため欠席時の代行）
- あの時、この曲（2011年5月 - 9月、ニッポン放送隔週土曜日4:30-5:00、BSフジ隔週土曜日23:30-23:55）
- くり万太郎のオールナイトニッポンR（2009年3月30日 - 2012年3月29日）
- 吉田尚記 BUZZ ニッポン - 交通情報・臨時ニュース（同番組にレギュラーのニュースコーナーはない）担当
- 古坂大魔王 ツギコレ - ニッポン放送ニュースでニュースデスクとして担当している。
- 有楽町情報ライブラリー（土曜日21:20 - 21:30。2013年10月6日 - 2014年3月のニュースデスクも担当）
- マキタスポーツ 土曜もキキマスター!（交通情報担当）
- 宇崎竜童 ジャポニスム・マイスター（ナレーション）
- くり万太郎のサンデー早起き有楽町（2012年4月8日 - 2017年9月24日）

## その他

### レコード
- 一人になれるかい（1977年5月25日発売、キャニオンレコード　B面『オイラ、有楽町のマンタロウ』）
作詞：島武実、作曲：宇崎竜童
『くり万太郎のオールナイトニッポン』で行われていた企画『歌手デビューに挑戦!』から出されたレコードだった。この曲は何度かカバーされ、後にくり万太郎が『大入りダイヤルまだ宵の口』のパーソナリティだった時に、同じ番組のパーソナリティだったはた金次郎と『スイートポテト』というユニットを組み、1979年2月に発売された『真冬の帰り道』のB面にこの曲が二人の歌により収録。1989年には、作詞した島が関係の深いダウンタウンにこの曲を提供し、シングル『夕陽家族』のカップリング曲として収録（1991年発売のアルバム『万力の国』にも収録されている）。